# Асиметричний граф

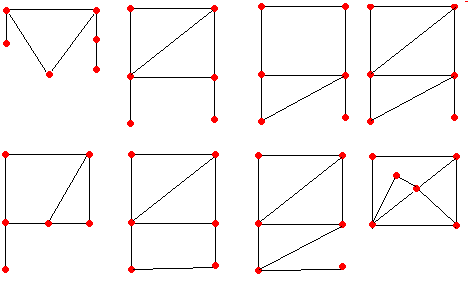
Вісім асиметричний графів із 6 вершинами

Граф Фрухта, найменший асиметричний кубічний граф

У теорії графів, розділі математики, неорієнтований граф називається асиметричним графом, якщо він не має нетривіальних симетрій.
Формально, автоморфізм графу є перестановкою р його вершин з тією властивістю, що будь-які дві вершини U і V суміжні тоді і тільки тоді, коли p(U) і p(V) є суміжними. Тотожне відображення графу на себе завжди автоморфізм, і називається тривіальним автоморфізмом графу. Асиметричний граф — це граф, для якого не існує ніяких інших автоморфізмів.